# دامینیک کوریگان
سِـر دامینیک جان کوریگان، بارونت اول (انگلیسی: Sir Dominic John Corrigan, 1st Baronet؛ ‏ ۲ دسامبر ۱۸۰۲ – ۱ فوریه ۱۸۸۰) پزشک اهل پادشاهی متحد بریتانیای کبیر و ایرلند بود که به خاطر مشاهدات و بررسی‌های اولیه خود در زمینه بیماری قلبی شهرت داشت. نبض غیرطبیعی «سقوط‌کنندهٔ» کوریگان در نارسایی دریچه آئورت به افتخار او نامگذاری شده است.